# Chester (contea di Warren, New York)
Chester è un comune degli Stati Uniti d'America, situato nello Stato di New York, nella contea di Warren.